# Церковь Святой Варвары (Гудава)
Церковь Святой Варвары (груз. გუდავის წმინდა ბარბარეს ეკლესია) — памятник архитектуры VI–VII веков, расположенный в селе Гудава в Абхазии, в Очамчырском районе частично признанной Республики Абхазия, согласно административному делению Грузии — в Гальском муниципалитете Абхазской Автономной Республики. Храм зального типа, подвергался реставрации в XV–XVI веках.
Гудава, известная в античных и византийских источниках как Зигане (Зиганеви), была укреплённым поселением с римским гарнизоном в IV–V вв. и епископским центром Лазской епархии с VII по X век. В 970-х годах по инициативе царя Баграта III Зиганская епископия была упразднена в пользу новой кафедры в Бедии. Позднее Гудава утратила статус церковного центра.